# Catathelasma evanescens
Catathelasma evanescens é uma espécie do gênero fúngico Catathelasma que pertence à família Tricholomataceae, da ordem Agaricales. A espécie foi descrita por Ruth Ellen Harrison Lovejoy em 1910.

## Descrição e distribuição
Comumente, o gênero inclui as espécies C. imperiale e C. ventricosum, mas a espécie tipo C. evanescens parece extremamente rara. Em 1914, só era conhecida a partir da localização da descoberta inicial nas Montanhas Bow Medicine, no sul de Wyoming, que está situada uma altitude de 3500 metros. Distingue-se das outras espécies porque suas lamelas são razoavelmente distantes ("sub-distantes") e por ter uma grande volva persistente em volta da base do estipe.
O resumo a seguir foi tirado da descrição original de Lovejoy:
- Píleo: 13 cm, largamente convexo e com coloração branco (com um tom de creme no centro).
- Lamelas: brancas, muito decorrentes, "sub-distantes" com curtas e longas misturadas.
- Estipe: branco, grosso (4 cm), mas muito curto (1 cm), com base bulbosa, anel evanescente delicado e grande volva persistentemente branca.
- Esporos: lisos, brancos, elípticos a fusiformes, 14 - 17,5 × 3 - 5 µm.